# Tadeusz Rozwadowski
Tadeusz Jordan-Rozwadowski (19. května 1866 – říjen 1928, Varšava) byl jeden z generálů Rakousko-Uherska a Polska.

## Biografie
Narodil se v roce 1866. Od roku 1886 byl rakousko-uherským důstojníkem dělostřelectva. V letech 1896–1907 působil jako vojenský atašé v Bukurešti. V roce 1914 se stal velitelem 12. brigády dělostřelectva. Bojoval v bitvě u Gorice, dosáhl hodnosti polního podmaršála. Po vzniku nezávislého Polska vstoupil do Polské armády. Bojoval v Polsko-ukrajinské válce. V roce 1920 se stal náčelníkem generálního štábu a členem Státní rady obrany za Rusko-polské války. Po válce s Ruskem byl povýšen do hodnosti generála zbraní. Stal se generálním inspektorem jezdectva. Během tzv. květnového převratu v roce 1926 zůstal věrný vládě. V roce 1928 zemřel ve Varšavě. Je pohřben na hřbitově 'Cmentarzu Obrońców Lwowa' ve Lvově.

## Zajímavosti
- V roce 2012 byl o něm v Polsku natočen dokumentární film Zapomniany generał. Tadeusz Jordan Rozwadowski režírovaný Piotrem Boruszewským[3].

## Fotogalerie

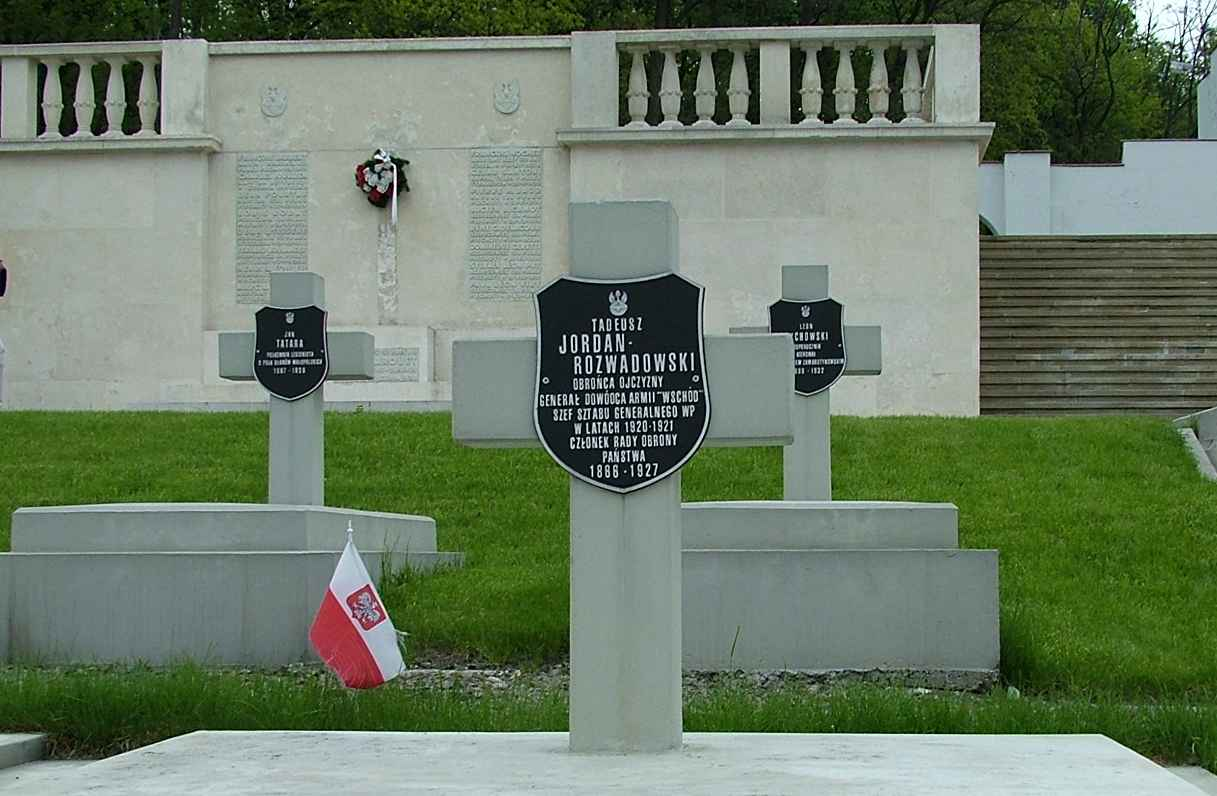
Symbolický hrob ve Lvově s chybně uvedeným rokem úmrtí ('Cmentarz Obrońców Lwowa')

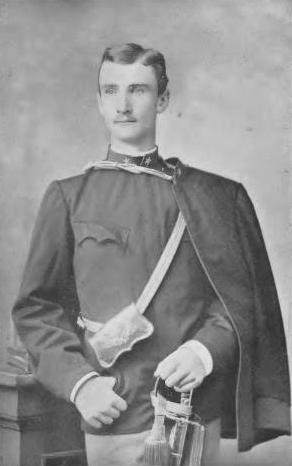
Tadeusz Rozwadowski (1886)
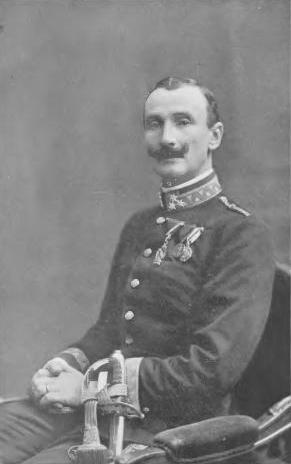
Tadeusz Rozwadowski (1910)
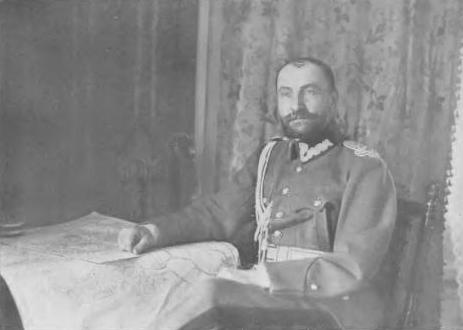
Tadeusz Rozwadowski v Paříži (15. 6. 1919)
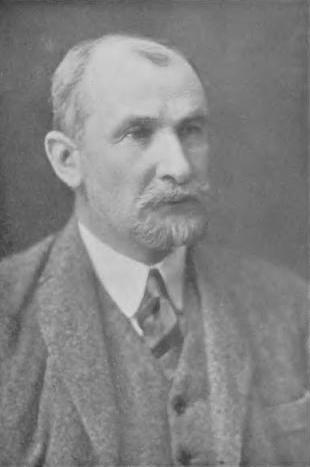
Tadeusz Rozwadowski (1927)
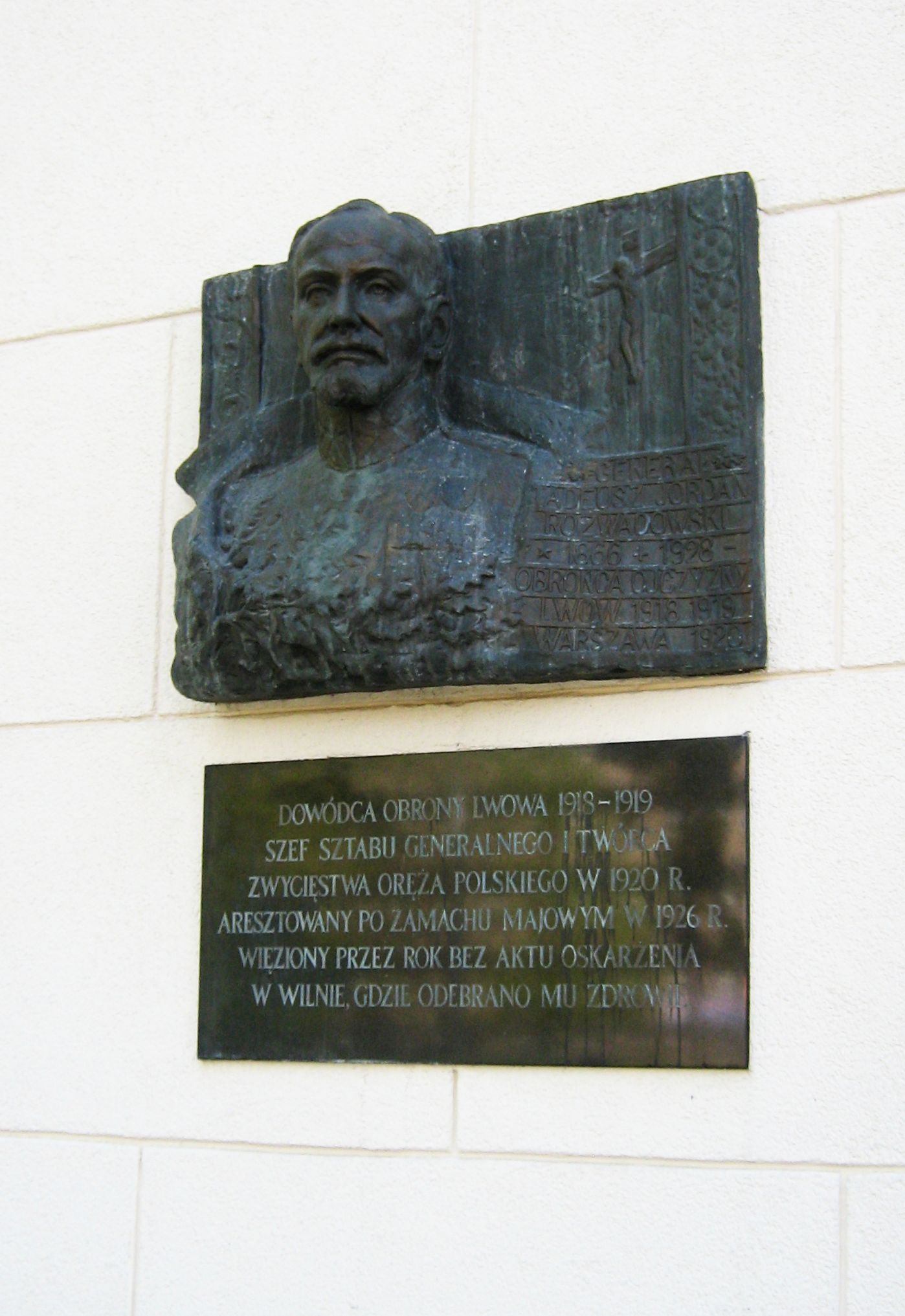
Pamětní deska ve Varšavě (Konkatedra Matki Boskiej Zwycięskiej)

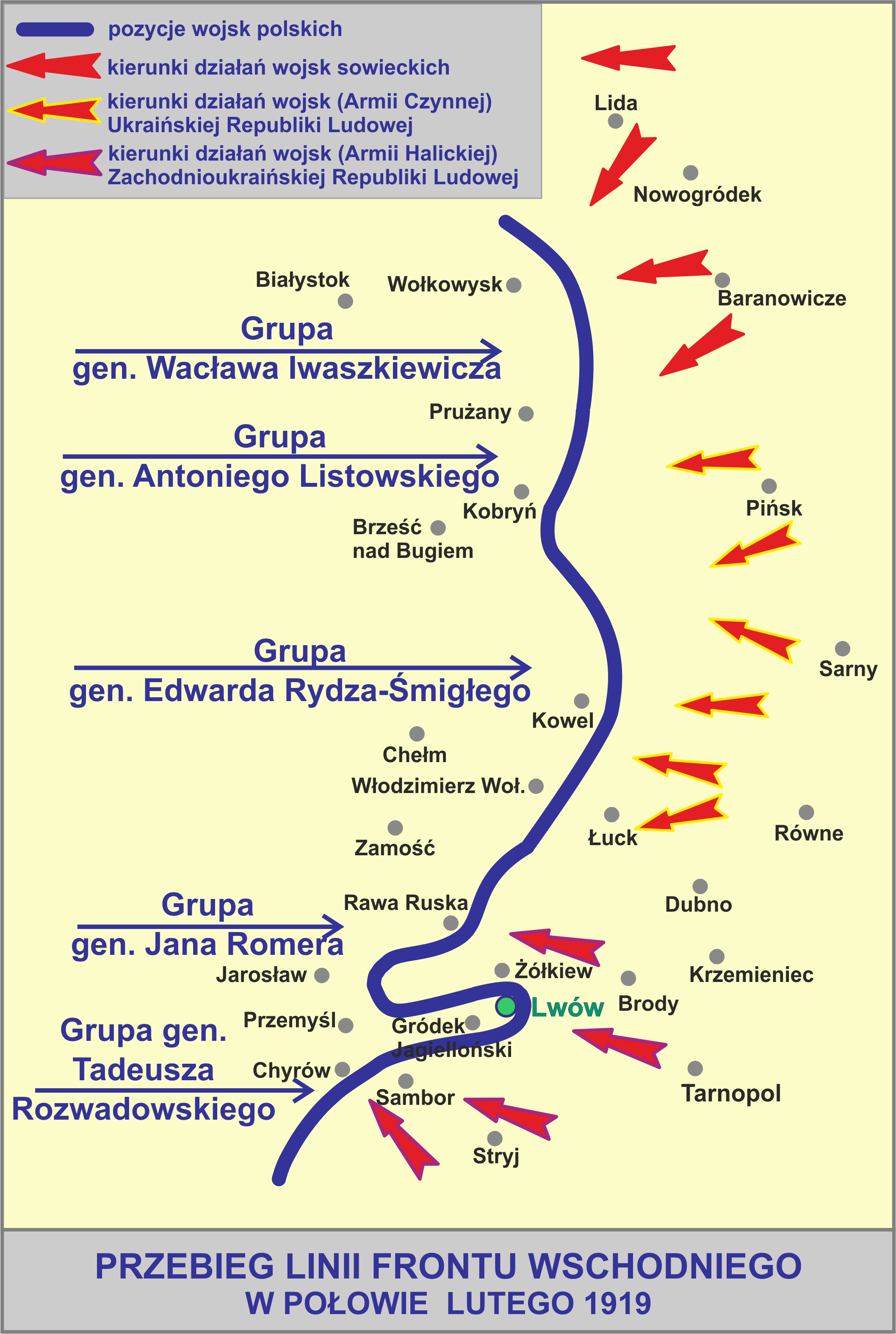
Východní fronta (1919) – Polské pozice (modrá barva)